# عبدالله داجو
عبدالله داجو (انگلیسی: Abdallah Dagou؛ زادهٔ ۲۱ سپتامبر ۲۰۰۰) بازیکن فوتبال اهل لیبی است.
وی همچنین در تیم ملی فوتبال لیبی بازی کرده‌است.